# Klosterliteratur
Klosterliteratur (auch monastische Literatur, von lat. monasterium „Kloster“) ist Literatur, die ihren „Sitz im Leben“ in einer klösterlichen geistlichen Gemeinschaft hat.

## Geschichte
Der Klosterliteratur werden viele literarische Werke des Frühmittelalters zugerechnet. Damals waren die Klöster – neben den Bischofsstädten und dem Königshof – die wichtigsten Zentren der Bildung, Wissenschaft und Schriftlichkeit. Dazu zählten im 9. und 10. Jahrhundert im mittleren und östlichen Teil des Frankenreiches die Benediktinerklöster Prüm, Fulda, St. Emmeram, Reichenau und Sankt Gallen. Später wurden diese reichen, alten Abteien vielfach überflügelt von jüngeren Gründungen wie Hirsau, Vorau, Melk, Michelsberg.
Zur monastischen Literatur werden Autoren gezählt wie Rabanus Maurus, Walahfrid Strabo, Notker Balbulus (lateinisch), Otfrid von Weißenburg, Notker der Deutsche von St. Gallen (althochdeutsch), Williram von Ebersberg (frühmittelhochdeutsch).
Viele Dichtungen sind ohne Verfassernennung überliefert, zum Beispiel der Waltharius, die Ecbasis captivi, der Ruodlieb oder der Ludus de Antichristo.